# Diepgangsmeting

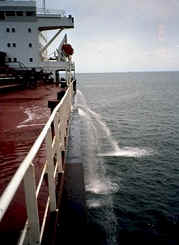
Overlopen van de ballasttanks voor diepgangsmeting

Een diepgangsmeting (draught survey) is een methode om de hoeveelheid lading van stortgoederen te bepalen dat door een schip is geladen of gelost. Daarbij wordt de verandering in de waterverplaatsing van het schip gemeten en de wet van Archimedes gebruikt die zegt dat een drijvend voorwerp zoveel water verplaatst als het zwaar is.
Het wordt gebruikt om na te gaan of het gewicht van de geladen goederen overeenkomt met het gewicht op het cognossement. Men bepaalt het gewicht door het verschil te nemen van de deplacementen voor het laden of lossen en na het laden of lossen. Om het deplacement van een schip te bepalen heeft men volgende gegevens nodig: 
- diepgangen op de diepgangsmerken aan beide zijden
- watertemperatuur
- soortelijke massa van water
- bekende gewichten aan boord zoals ballastwater, zoet water, brandstof

Met deze gegevens gaat men in de hydrostatische tabellen van het schip het deplacement bepalen. De hydrostatische tabellen zijn berekend voor een schip: 
- zonder torsie
- zonder buiging (hogging of sagging, opbuiging of doorbuiging)
- zonder slagzij
- gelijklastig
- soortelijke massa van zeewater: 1,025t/m³
- temperatuur van 15°C
- diepgangen op de loodlijnen

Indien niet voldaan wordt aan deze condities moeten verschillende correcties worden toegepast.